# Capital financiero
El capital, desde el punto de vista financiero anual y mensual, también denominado capital financiero, es toda suma de dinero que no ha sido consumida por su propietario, sino que ha sido ahorrada y trasladada a un mercado financiero, con el fin de obtener una renta de la misma.
En algunas ocasiones, se ha centralizado, intencional y artificialmente, bajo el mando de grupos relativamente reducidos, como consecuencia tanto de la fusión y absorción de instituciones bancarias y de empresas de diferentes ramas de la producción, así como por casos de monopolización artificial.
En algunos casos, el capital financiero puede ser denominado capital especulativo, en casos que se generen ganancias, pero exclusivamente para quienes invierten su capital en un determinado organismo. Por ejemplo, los capitales golondrina, que invierten cuando hay ganancias y se van cuando deja de haber ganancias.

## Significado del capital financiero
Los recursos monetarios de las distintas instituciones bancarias son utilizados para fomentar e impulsar las diversas actividades económicas, mediante el crédito en las más diversas formas. Los estados dependen de los grandes empréstitos que signan su deuda externa e interna.  
Las diferentes corporaciones transnacionales se entrelazan por medio del capital financiero y articulan grupos de capital internacional, visibles por la coincidencia entre integrantes de las juntas directivas de las sociedades anónimas o por acciones, que representan a los mismos propietarios, dueños o socios de una u otra empresa ya sean transnacional o internacional.
El capital financiero en muchas ocasiones se ha centralizado internacionalmente bajo el mando de grupos relativamente reducidos, como resultado, tanto de la fusión y absorción de instituciones bancarias y de las empresas de diferentes ramas de la producción, así como por casos de monopolización artificial.
Rudolf Hilferding en su obra Das Finanzkapital (1909), fue pionero en el análisis de la importancia que cobraba y cobraría el capital financiero, en todo el mundo, al desarrollarse el capitalismo.